# 保冷剤

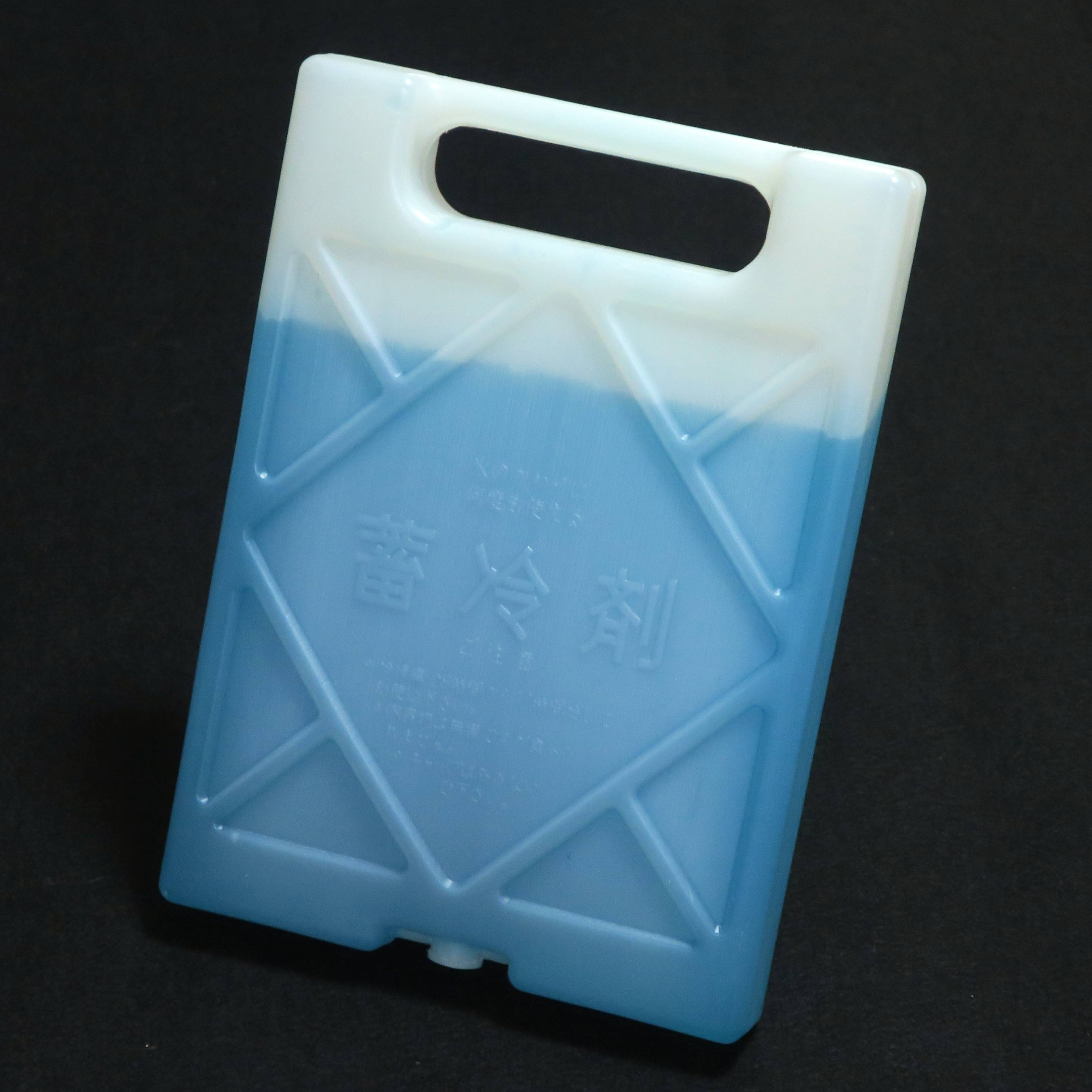
15 - 20L容器向けの保冷剤（古河薬品工業製）

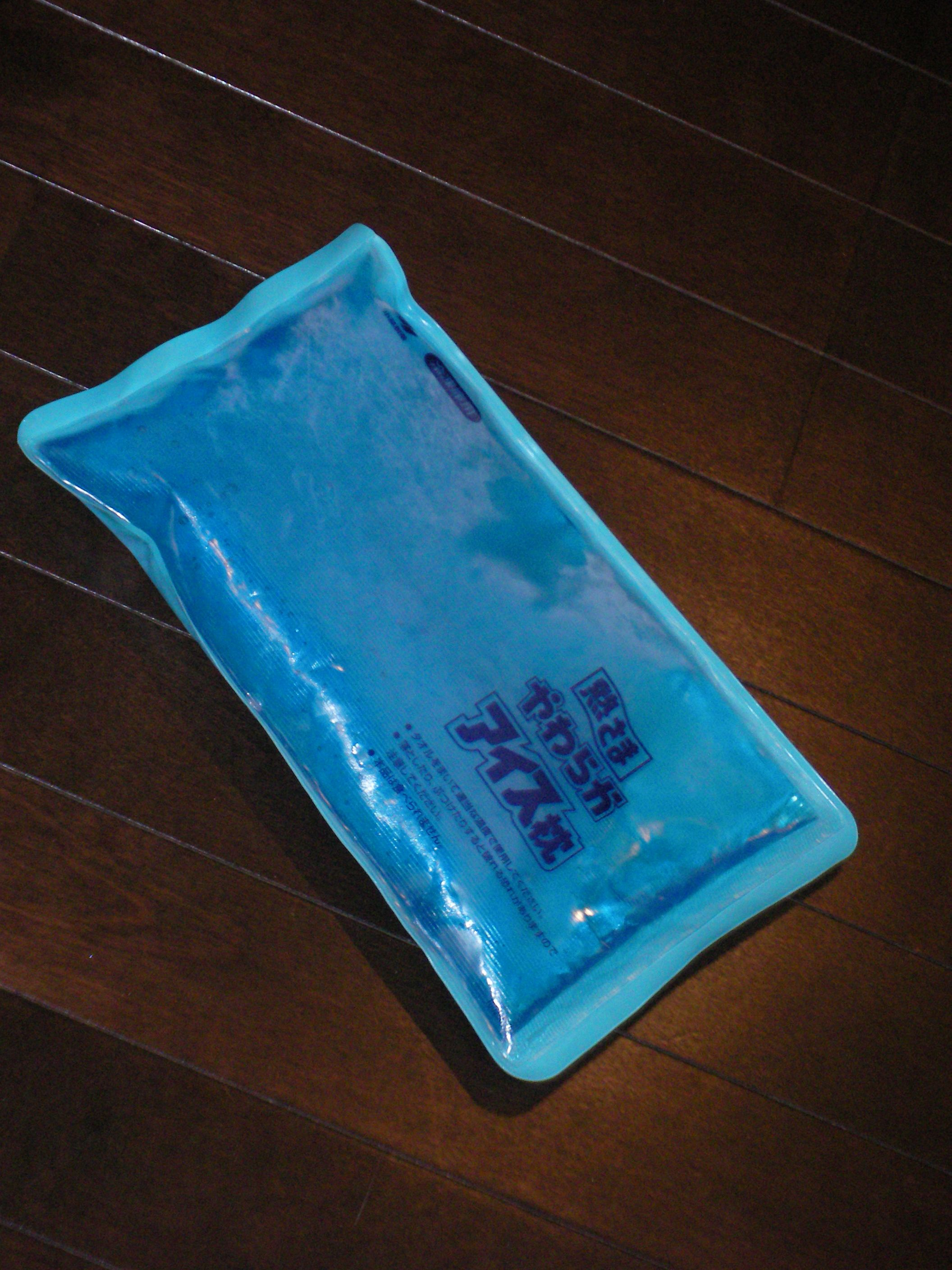
氷枕（小林製薬製）

保冷剤（ほれいざい）は、物体を低温に保つために用いられる薬剤である。

## 概要
主に食品の腐敗を防ぐため、および人の発熱時に額などにあてる熱冷ましや、暑い時に涼をとるために使われる。自動車では、冷房使用時のアイドリングストップ（エアコンコンプレッサーの停止）による温度上昇を防ぐために用いられている。蓄冷剤（ちくれいざい）とも称す。
一般に袋詰めされて使用・市販されている保冷剤（アイスパック）には約99パーセントの水と高吸水性樹脂（ポリアクリル酸ナトリウム）、防腐剤、形状安定剤が含まれている。常温で温まり溶けた状態で保冷効果はないので、まず冷凍庫で十分に凍らせてから使用する。
保冷剤は、使用して温まってしまっても、再び冷凍させれば繰り返し使うことができる。そのため、氷や、使う度に新しい氷や水を入れ換えなければならない水枕や氷枕、使用する際に昇華してしまうため1回しか使用できないドライアイスと比べても利便性、経済性に優れている。氷点下を含めた冷却温度の下限や持続時間が改良されており、ドライアイスからの代用も進んでいる。

## 用途、形状
保冷剤は、その用途によって様々な大きさ・形状がある。日本には複数の製造会社があり、2008年に「日本保冷剤工業会」が設立された。

### 食品の腐敗を防ぐために使用される保冷剤
食品の宅配時などに、箱に一緒に梱包されて使用されるものは、小型や細長いものが多く、凍らせるとカチカチに硬くなる。
また、ケーキなどを店で買って、自宅まで持ち帰るまでの時間を想定してケーキの箱の裏に貼りつけられるような超小型で薄いものもある。

### 人体に使用する保冷剤
人体用の保冷剤として代表的なのは、発熱時に氷枕の代わりとして頭の下へ敷いて使用する保冷枕である。30×20センチメートルくらいの大きさで、3センチメートル程度の厚みがあり、凍らせてもカチカチに硬くならず、適度に弾力性を保っている。
一般的に上記のような製品は、昔ながらのゴム製の詰め替え式氷枕・水枕と区別するために、大手の商品名からアイスノンと呼ばれる事が多い。しかし水枕を知らない若い世代の人が「氷枕」と言うと、アイスノンのような保冷枕の事を指している場合もある。
その他、暑い時に涼を取る場合や、スポーツや怪我をした時のアイシング、脱毛エステサロンで体のクーリングなどの目的で使用されるような保冷剤は、いずれも人が片手で持てる大きさの保冷剤を使うことが多い。面積が大きくても複数のセルに分かれていて折り畳んだり、巻けるようになっていたり、マフラーのように首に巻いたり、ハチマキのように額に巻いたりして使用できるように薄く細長くなったものなど様々な形状が存在する。
いずれも、保冷剤を人体に使用する時は凍傷を防ぐため、皮膚に直接当てず、間にタオルやガーゼなどを挟むことが望ましい。
節電、猛暑などの影響から、暑い時の就寝時にシーツの上に敷いて使用する製品が2007年頃から登場した。このような製品は冷凍庫で凍らせなくても（そもそも大きくて家庭の冷凍庫に入らない）常温の状態で十分涼感を味わうことができ、直接肌に当てても凍傷の心配がない。

### 瞬間冷却剤

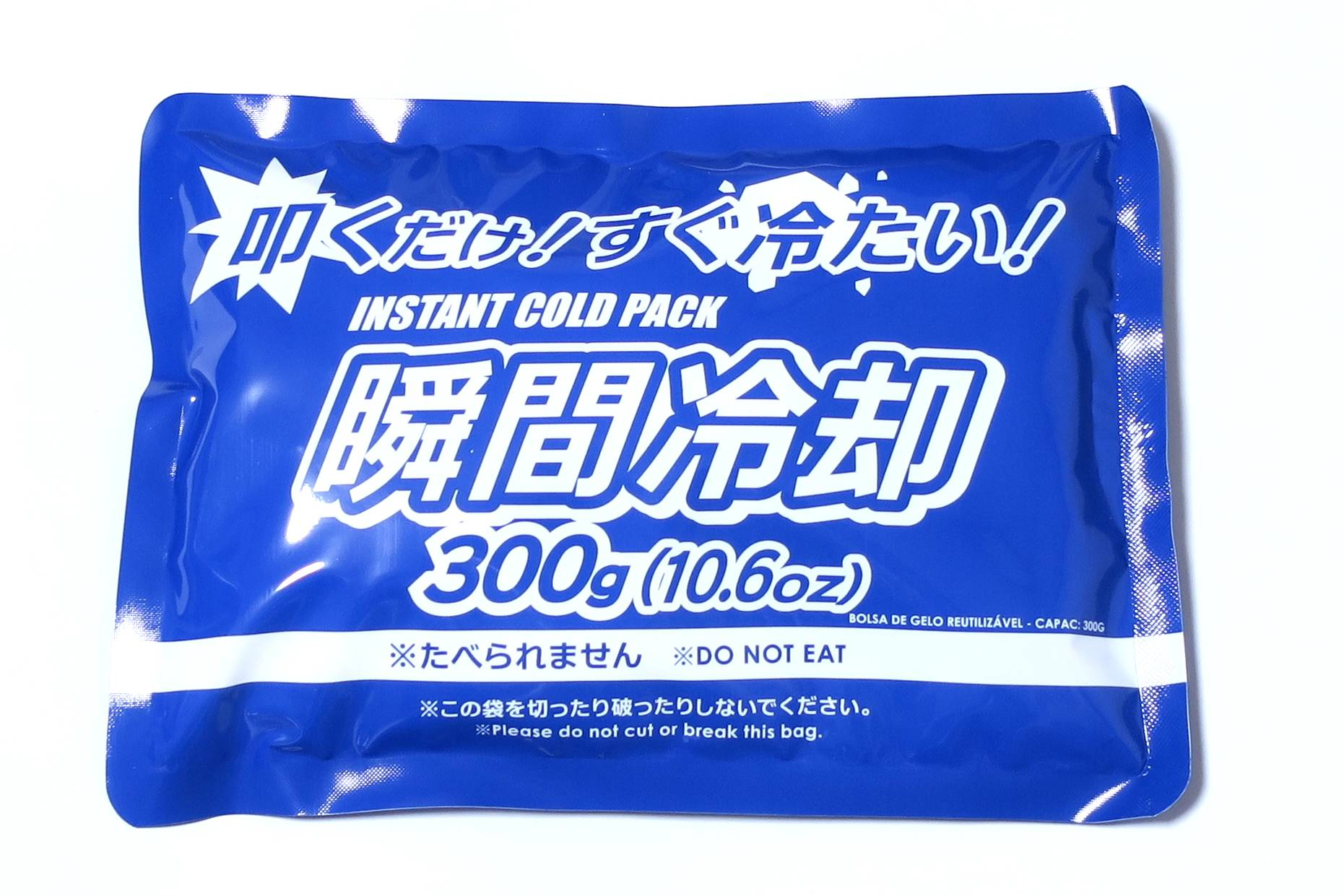
瞬間冷却剤（大創産業）

硝酸アンモニウム（硝安）や尿素が水に接した際の吸熱反応を利用したもので、外袋を強く叩くと内部の水袋が破裂し、温度が低下する仕組みである。使い捨てだが、製品によっては冷凍して使う保冷剤として再利用可能なものもある。
肥料として用いられる尿素はホームセンターなどで容易に入手できるため、瞬間冷却剤の自作は理科の実験の題材としても使われる。硝酸アンモニウムを用いたものは酸化性物質であるため飛行機の機内に持ち込むことはできない。
2014年夏、大手出版社がイベントで美少女キャラクターがプリントされた瞬間冷却剤を配布した際、Twitter上で「殴ると冷たくなる美少女（瞬間冷却剤）」と標榜し、物議を醸した。女性蔑視との批判を受けた同社はツイートを撤回、陳謝した。